# Gargantúa y Pantagruel

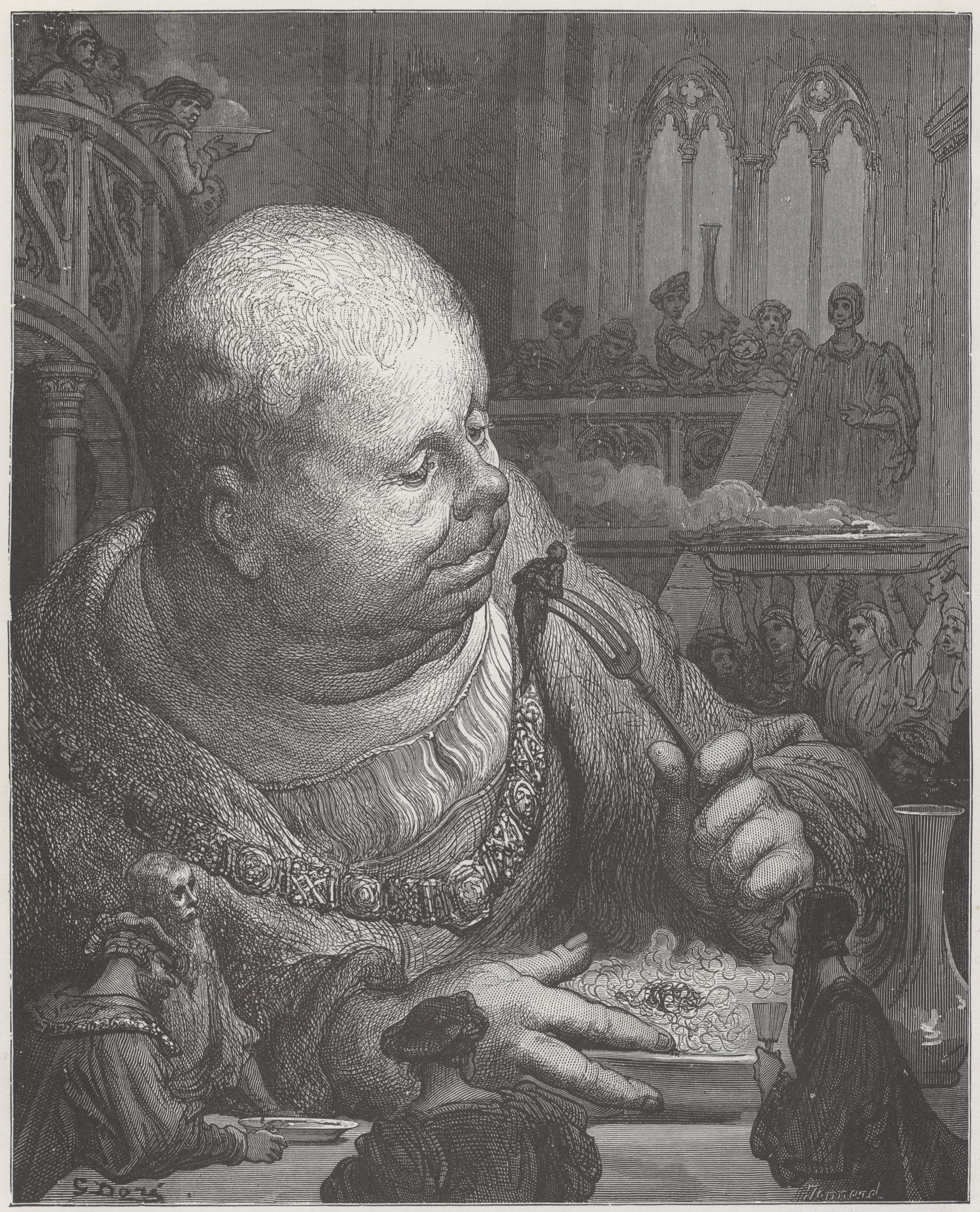
Gargantúa, según ilustración de Gustave Doré, 1873.

Gargantúa y Pantagruel (título original en francés La vie très horrifique du grand Gargantua, père de Pantagruel, literalmente La horrorosa vida del gran Gargantúa, padre de Pantagruel) es un conjunto de cinco novelas escritas en el siglo XVI por François Rabelais, en francés. Narra la historia de dos gigantes, Gargantúa y su hijo Pantagruel, y sus aventuras, escritas de forma satírica, entretenida y extravagante. Hay gran crudeza y mucho humor escatológico, además de una buena dosis de violencia. Largas listas de insultos vulgares llenan varios capítulos.

## Composición
Los libros son:
- Pantagruel, 1532; en francés: Les horribles et épouvantables faits et prouesses du très renommé Pantagruel Roi des Dipsodes, fils du Grand Géant Gargantua ("Las hazañas y hechos horribles y espantosos del muy renombrado Pantagruel Rey de los Dipsodas, hijo del gran gigante Gargantúa").
- Gargantúa, 1534; título original: La vie très horrifique du grand Gargantua ("La muy horripilante vida del gran Gargantúa").
- El tercer libro, 1546; título original: Le Tiers Livre des faicts et dicts héroïques du noble Pantagruel, composés par M. François Rabelais, docteur en médecine ("El tercer libro de los hechos y dichos heroicos del noble Pantagruel, compuestos por Don François Rabelais, Doctor en Medicina").
- El cuarto libro, 1552; título original: Le Quart Livre ("El cuarto libro"). En 1548 ya habían sido publicados once capítulos de este libro; poco después de su aparición completa, en 1552, el 1 de marzo de 1552, el libro fue censurado por los teólogos.
- El quinto libro, publicado póstumamente en 1564; título original Le Cinquième et dernier livre des faicts et dicts héroïques du bon Pantagruel ("El quinto y último libro de los hechos y dichos heroicos del buen Pantagruel"). Su atribución a Rabelais, al menos parte, es discutida.

Debido a la censura de la Sorbona, Rabelais publicó Pantagruel y Gargantúa con un seudónimo: "Alcofribas Nasier", anagrama de François Rabelais.

## Argumento

### Pantagruel

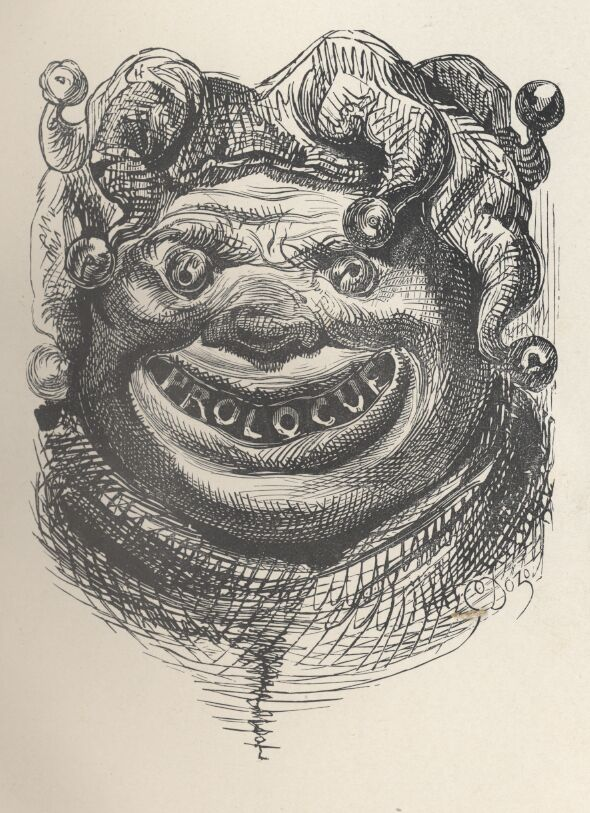
Ilustración de Gustave Doré para Pantagruel.

Aunque las ediciones modernas de las obras de Rabelais ubican Pantagruel como el segundo volumen de la serie, realmente fue el primero en publicarse, alrededor de 1532. Pantagruel era una secuela de un libro anónimo titulado Les Grandes Chroniques du Grand et Enorme Géant Gargantua (Las grandes crónicas del gran y enorme gigante Gargantúa). Este primer texto de Gargantúa tuvo gran popularidad, a pesar de su construcción, bastante pobre. Los gigantes de Rabelais no están descritos como de una altura determinada, como en los primeros dos libros de Los viajes de Gulliver, sino que varían de tamaño de un capítulo a otro para permitir toda una serie de imágenes sorprendentes. Así, en un capítulo, Pantagruel es capaz de entrar en una corte para defender un caso, mientras que, en otro, el narrador reside dentro de la boca de Pantagruel durante seis meses.
Se describe en él la vida de un gigante de un apetito tan voraz que ha dado forma a la expresión «banquete pantagruélico», con gran humor y todo tipo de excentricidades; parece ser que Rabelais quiso componer este libro para distraer a sus melancólicos enfermos.
Para escribir este primer texto, Rabelais se inspiró directamente en el folclore y la tradición oral popular.

### Gargantúa

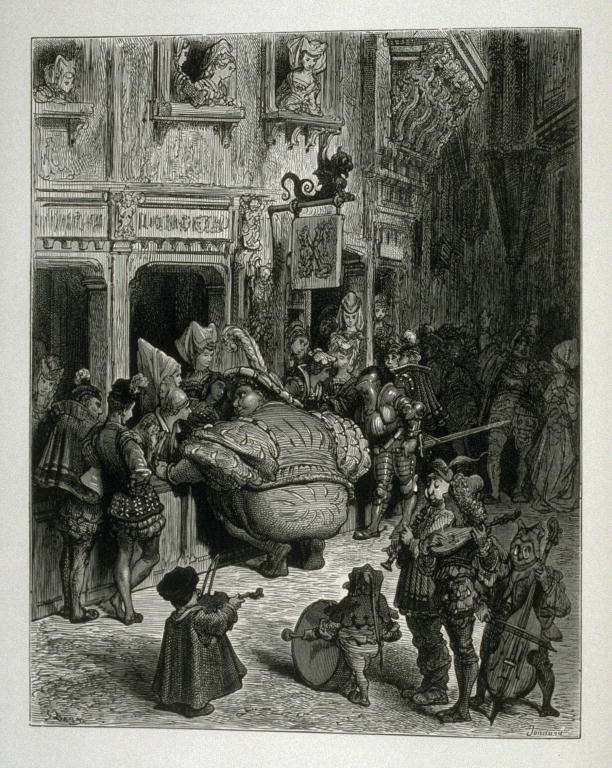
Ilustración de Gustave Doré para Gargantúa.

Después del éxito de Pantagruel, Rabelais quiso reescribir a su manera la historia de Gargantúa. Escribe a Erasmo y, animado por el éxito, publica Gargantúa en 1534. Produjo una narración mejorada de la vida y las obras del padre de Pantagruel en Gargantúa. Descartó las fuentes populares tradicionales iniciales y reeditó un Gargantúa literariamente más acabado y netamente más henchido de humanismo que la primera obra.
Este volumen incluye una de las más destacadas parábolas en la filosofía occidental, la de la Abadía de Thelema, que puede considerarse una crítica a las prácticas docentes de la época, o una llamada a la libre escolarización, o todo tipo de nociones sobre la naturaleza humana. La Abadía de Thelema era una especie de comunidad ideal, contrapuesta a la corrupción existente en los ámbitos monásticos de su tiempo. El lema de esta comunidad utópica era precisamente «Haz tu voluntad». Casi con toda probabilidad, Rabelais utilizaba esta imagen para criticar ácidamente al monacato, pues aparte de esta cita no se conoce ningún intento por su parte de preparar o fundar una comunidad semejante.
Esta historia de Thelema ha sido utilizada en defensa de ideas posteriores. Se ha mencionado como ejemplo de la existencia de ideas anarquistas a lo largo de toda la historia: la descripción de la feliz abadía de Thélème —Gargantúa— donde ofrece un cuadro de la vida libre de todo freno autoritario (Rudolf Rocker, Anarcosindicalismo, teoría y práctica). Igualmente, el ocultista Aleister Crowley la considera una profecía sobre su propia venida.

### El Tercer Libro
Rabelais regresó entonces a la historia del propio Pantagruel en los tres últimos libros. El tercer libro trata de Pantagruel y su amigo Panurgo. Panurgo es un habilidoso truhan, un libertino y un cobarde. Hay un momento en el que muestra que puede hablar varios idiomas, incluyendo algunos de los primeros ejemplos de una lengua construida. Su principal punto de discusión, a lo largo de todo el libro, es si debe casarse o no; al final, la pregunta queda sin resolver. El libro acaba con el comienzo de un viaje por mar en busca del oráculo de la divina botella para que resuelva de una vez el problema del matrimonio.

### El Cuarto Libro

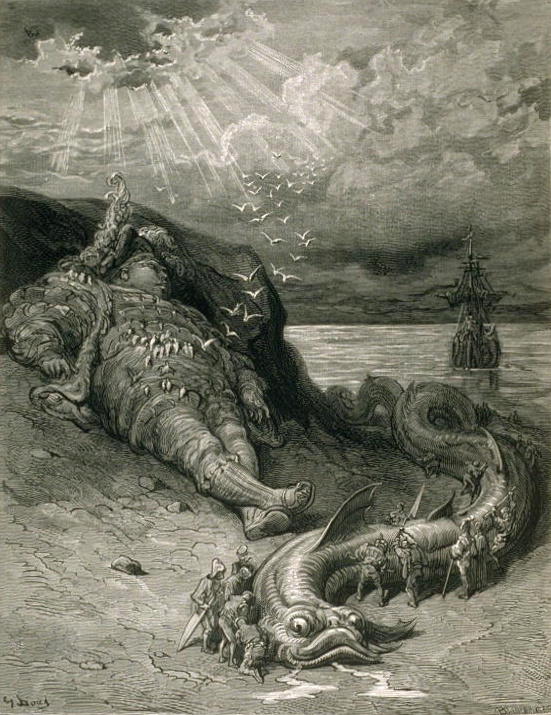
Ilustración de Gustave Doré para el Cuarto Libro.

El viaje por mar continúa durante todo este cuarto libro. Pantagruel encuentra muchos personajes y sociedades exóticos y extraños durante su viaje, como los Shysteroos, quienes se ganan la vida encargando a la gente que les pegue.
Todo el libro puede verse como una parodia cómica de la Odisea o, mejor aún, de la historia de Jasón y los Argonautas. En el cuarto libro, que se ha descrito como el más satírico, Rabelais critica la arrogancia y la riqueza de la iglesia católica, las figuras políticas de la época, las supersticiones populares y trata varios temas religiosos, políticos, lingüísticos y filosóficos.

### El Quinto Libro
Al final del quinto volumen, que se publicó póstumamente alrededor de 1564, encuentran la divina botella.
Aunque algunas partes de este libro son verdaderamente dignas de Rabelais, la atribución del último volumen es objeto de debate. El Quinto Libro no se publicó hasta nueve años después de la muerte de Rabelais, e incluye mucho material claramente copiado de otros (como de Luciano: Historia verdadera; y de Francesco Colonna: Sueño de Polífilo) o de menor calidad que los libros precedentes.

## Género
Inicialmente, parece que Rabelais escribió esta obra para consolar a los enfermos en sus días de aflicción y que estimaba el humor como algo curativo en sí mismo. Así, Gargantúa y Pantagruel se ha convertido en un clásico dentro de la literatura de humor, reflejando el humor como un valor burgués que revela el goce epicúreo de la vida.
Se considera que Gargantúa y Pantagruel continúan la tradición de la literatura goliardesca, en su estilo satírico-popular sobre héroes carnavalescos.

## Temas
Pantagruel y Gargantúa no son ogros crueles, sino gigantes bondadosos y glotones. Este gigantismo le permite describir escenas de festines burlescos. La infinita glotonería de los gigantes abre puerta a numerosos episodios cómicos. Así, por ejemplo, el primer grito de Gargantúa al nacer es «¡A beber, a beber!». El recurso a los gigantes permite también trastocar la percepción normal de la realidad; bajo esta óptica, la obra de Rabelais se inscribe en el estilo grotesco, que pertenece a la cultura popular y carnavalesca.
Las intenciones últimas de Rabelais resultan bastante enigmáticas. En el «Aviso al lector» del Gargantúa, dice querer ante todo hacer reír. Después, en el «Prólogo», con una comparación con los Silenos de Sócrates, sugiere una intención seria y un sentido profundo oculto tras el aspecto grotesco y fantástico. Pero en la segunda mitad del prólogo critica a los comentaristas que buscan sentidos ocultos en las obras. En conclusión, Rabelais quiere dejar perplejo al lector y busca la ambigüedad para perturbarlo.

## Análisis de Bajtín
En la obra de Mijail Bajtín Rabelais y su mundo explora Gargantúa y Pantagruel y es considerado un clásico de los estudios sobre el Renacimiento (Clark y Holquist 295). Bajtín declara que, durante siglos, el libro de Rabelais no ha sido comprendido, y afirma que Rabelais y su mundo clarifica las intenciones del autor. Bajtín se preocupa de recuperar aquellos fragmentos ignorados o suprimidos y, por otro lado, de analizar el sistema social renacentista para descubrir el equilibrio entre el lenguaje que estaba permitido y el lenguaje que no. De esta forma, Bajtín señala dos importantes subtextos en la obra de Rabelais: el primero es el carnaval, que Bajtín describe como una institución social, y la segunda es el realismo grotesco (cuerpo grotesco) definido como un modo literario. Por lo tanto, en Rabelais y su mundo, Bajtín estudia la interacción entre lo social y lo literario, así como el significado del cuerpo (Clark y Holquist 297-299).
Bajtín explica que el carnaval, en la época de Rabelais, se asocia con la colectividad, pues los que lo celebraban no eran simplemente una muchedumbre; más bien se veía a la gente como un todo, organizado de manera que desafiaba la organización socioeconómica y política (Clark y Holquist 302). Según Bajtín, “durante el carnaval todos son iguales. Aquí, en la plaza del pueblo, una forma especial de libertad o contacto familiar reina entre la gente que normalmente está dividida por las barreras de casta, propiedad, profesión y edad” (Bajtín, 10). En época de carnaval, un sentido único del tiempo y del espacio hace que el individuo se sienta parte de la colectividad, momento en el que cesa de ser él mismo. Es en este punto en el que, a través del disfraz y la máscara, un individuo intercambia su cuerpo y queda renovado. Al mismo tiempo, surge una mayor conciencia de la unidad y comunidad corporal, material y sensual de uno mismo (Clark y Holquist 302).
Bajtín también dice que en Rabelais la idea de carnaval está conectada con la de lo grotesco. La participación de la colectividad en el carnaval es consciente de su unidad en el tiempo así como de la inmoralidad asociada con su continua muerte y renovación. Según Bajtín, el cuerpo necesita un tipo de reloj si tiene que ser consciente de su atemporalidad. Lo grotesco es el término usado por Bajtín para describir el énfasis de los cambios corporales a través de la comida, la evacuación y el sexo: se usa como un instrumento de medida (Clark y Holquist 303).